# Franck Schneider
Pour les articles homonymes, voir Schneider.
Ne pas confondre avec Frank Schneider, arbitre français de football
Franck Schneider est un réalisateur et producteur franco-suisse de films documentaires.

## Biographie
Franck Schneider fait des études de cinéma à l'École Louis-Lumière à Paris entre 1984 et 1986. En novembre 1986, alors qu'éclate le mouvement étudiant contre la Loi Devaquet, il filme les manifestations et l'occupation des universités en accompagnant les étudiants des facultés de Jussieu et de la Sorbonne. À partir de ces images et des archives de l'Université paris VIII, il réalise avec Francis Kandel le documentaire Devaquet si tu savais qui raconte la genèse, le développement et le succès du mouvement avec le retrait du projet de loi par le gouvernement Chirac. Le film s'appuie sur les témoignages des leaders du mouvement, David Assouline et Isabelle Thomas et des journalistes Laurent Joffrin et Gérard Courtois. 
Ce premier film est produit par Yves Billon des films du Village, Franck Schneider réalisera ces deux films suivants dans la même structure. En 1990, il tourne Le documentaire en campagne, autour des États généraux du documentaire, et en 1992, Les vitriers du ciel , portrait d'alpinistes urbains qui effectue des travaux acrobatiques.
Dans les années 90, Franck Schneider participe à la création de "La Huit" un laboratoire de production pour la vidéo légère. Il produit de nombreux documentaires parmi lesquels: La Voix des génies et Gongonbili, de l'autre côté de la colline de Christophe Cognet et Stéphane Jourdain, Amapola (Amor, mujeres y flores) de Marta Rodríguez et Lucas Silva, Les enfants du parti de Éric Guéret (1992) et Un sang d'encre de Blaise N'Djehoya et Jacques Goldstein. En 1994, il réalise Nous les jeunes MC, le portrait de Daoud MC un jeune chanteur de rap militant qui utilise la langue et les rythmes à des fins sociales et thérapeutiques.
Avec le producteur sénégalais Ndiouga Moctar Ba, Franck Schneider va coproduire entre 1994 et 1997, de nombreux filmsdont Iso lo de Mansour Sora Wade, Bandit Cinéma de Bouna Medoune Seye et Pression de Sanvi Panou. Entre 1996 et 1997, Franck Schneider réalise Système C une collection de plusieurs documentaires autour des cinémas d'Afrique: La révolte à l'écran, Mambety Blues ou Les pionniers des Cinémas d'Afrique.
En collaboration avec les Ateliers d'ethnomusicologie, Franck Schneider réalise en 2001 le documentaire Le tirayattam, un rituel mis en scène . La même année, il prépare le film L'ensemble Kaboul en exil avec plusieurs musiciens afghans exilés à Genève, Hossein Arman et son fils Khaled Arman. Le tournage se déroule entre septembre 2001 et mi 2002, pendant l'intervention de l'Otan et le départ des Talibans, le documentaire témoigne des sentiments mêlés des musiciens afghans entre l'espoir de voir leur pays changé et la crainte d'un nouveau conflit. Le documentaire Negra est l'occasion d'une nouvelle collaboration avec les Ateliers d'ethnomusicologie. À travers le portrait de la chanteuse Lucy Acevedo, ce film exprime la richesse de la culture afro-péruvienne (en)
Le cinéaste réalise le documentaire Les astres errants en 2005. C'est l'histoire de la découverte de la première exoplanète par les astrophysiciens genevois Michel Mayor et Didier Queloz dix ans plus tôt en 1995 à l'observatoire de Haute Provence. À travers les témoignages d'Athena Coustenis, de Willy Benz, et de Geoffrey Marcy, le film montre comment les astronomes du monde entier se mobilisent à la recherche d'autres terres lointaines.
À partir de 2007, il réalise pour les Hôpitaux universitaires de Genève (HUG) une série de vidéos d'information pour les patients et leur famille. En 2009, il crée deux web TV sur Dailymotion et YouTube destinées à mettre à disposition des patients les productions audiovisuelles des HUG . En 2016, ces web TV sont devenues "un canal de communication privilégié qui correspond aux nouveaux usages que les patients font des médias".

## Filmographie

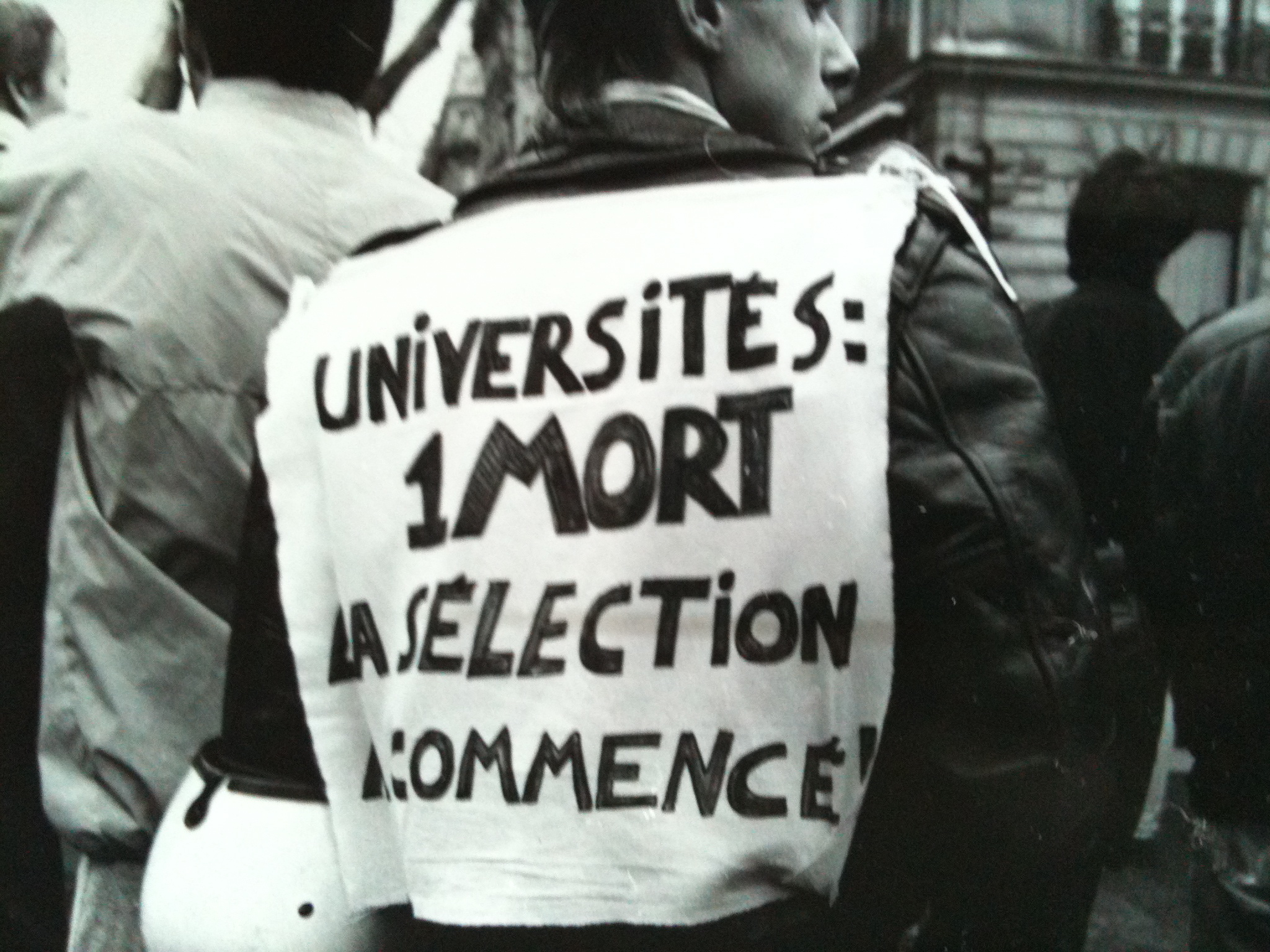
Extrait du documentaire Devaquet si tu savais

### Comme réalisateur
- 1988 : Devaquet si tu savais, documentaire, 54 min coréalisé avec Francis Kandel [3]
- 1990 : Le documentaire en campagne, documentaire, 52 min coréalisé avec Jean-Pierre Beaurenaut
- 1992 : Les vitriers du ciel documentaire, 26 min [4]
- 1994 : Nous les jeunes MC, documentaire, 52 min [6]
- 1997 : Mambety blues, court-métrage, 10 min [15]
- 1998 : Système C, Le sacré et le cinéma africain , documentaire, 26 min[16]
- 1998 : Système C, La révolte à l'écran, documentaire, 26 min[17]
- 1998 : Système C, Les musiques, documentaire, 26 min[18]
- 1998 : Système C, Les pionniers, documentaire, 26 min[19]
- 2001 : Le tirayattam, un rituel mis en scène, documentaire, 52 min [20]
- 2002 : L'ensemble Kaboul en exil, documentaire, 53 min [9]
- 2003 : Les astres errants, documentaire, 57 min  [21]
- 2005 : Negra, documentaire, 52 min [22]
- 2007: P4 D : un laboratoire de haute sécurité aux HUG, vidéo, 16 min [23]
- 2007: Pour combattre l'infarctus du myocarde et l'athérosclérose, vidéo, 26 min, coréalisé avec Pierre-Frédéric Keller [24]
- 2011: Yaoundé Urgence Santé, documentaire, 26 min [25]

### Comme producteur
- 1992 : La Voix des génies (Documentaire) de Christophe Cognet et Stéphane Jourdain
- 1992 : Les enfants du parti (Documentaire) de Éric Guéret
- 1992 : Bandit Cinéma (CM) de Bouna Medoune Seye 
Prix de la ville de Milan. Prix Qualité du centre National de la Cinématographie
- 1994 : You, Africa!  (Documentaire) de Ndiouga Moctar Ba
- 1994 : Iso lo (Documentaire) de Mansour Sora Wade
- 1996 : Gongonbili, de l'autre côté de la colline (Documentaire) de Christophe Cognet et Stéphane Jourdain
- 1997 : Un sang d'encre (Documentaire)  de Blaise N'Djehoya et Jacques Goldstein.
- 1998 : Amapola (Documentaire) de Marta Rodríguez et Lucas Silva[26]
- 1998 : 'Pression (CM) de Sanvi Panou